# تفجيرات مجمع المحيا
تفجيرات مجمع المحيا, حدثت في 8 نوفمبر 2003 ، حيث قام أفراد من جماعة تنظيم القاعدة بمهاجمة مجمع المحيا السكني اللذي يقطنه الآلاف من الجاليات الأمريكية والأوروبية و العربية في غرب العاصمة الرياض بسيارة مفخخة،.كانت حصيلة هذا الهجوم 18 قتيل و 122 جريح 

## تفاصيل العملية
قسم المهاجمون إلى 3 أقسام، قسم انتحاري مكون من شخصين ويستقلون سيارة تم التمويه عليها بصبغها بشعار الجيش السعودي و قسم اقتحامي مهمته مهاجمة حراس المجمع السكني بإطلاق النار ورمي القنابل اليدوية من أجل تسهيل مهمة سيارة الانتحاريين وقسم ثالث إعتلى إحدى الجبال والمرتفعات المطلة على المجمع السكني ومهمته هي قصف المجمع السكني بالآر بي جي لتشتيت وإلهاء حراس المجمع عن السيارة اللتي يستقلها الانتحاريين

## تبني العملية
تبنت العملية جماعة تنظيم القاعدة في السعودية و قد نشرت قناة الجزيرة تسجيل مصور للتنظيم .